# Здіслав Новіцький
Здзіслав Новіцький (пол. Zdzisław Nowicki) (17 грудня 1951, Піла — 6 червня 2006) — польський дипломат. Генеральний консул Республіки Польща у Харкові. Надзвичайний і Повноважний Посол Республіки Польща в Казахстані та Киргизстані за сумісництвом (2000—2004).

## Життєпис
Народився 17 грудня 1951 року в місті Піла. Закінчив Університет економіки в Познані та Інститут Іоанна Павла II у Люблінському католицькому університеті.
У 1972—1989 рр. — працював в комунікаційно-будівельних компаніях як фінансовий консультант, а також у воєводському офісі.
У 1989—1991 рр. — член сенату, був обраний від польського воєводства із списку Громадянського комітету. Він працював у комітетах національної економіки, ініціативах та законодавчій роботі, питаннях еміграції та закордонних поляків та економічного законодавства.
У 1992—1996 рр. — Генеральний консул у Санкт-Петербурзі (РФ).
У 1996—1998 рр. — Генеральний консул у Харкові (Україна).
У 1998—2000 рр. — віце-президентом Kredyt Bank SA в місті Піла.
У 2000—2004 рр. — Надзвичайний і Повноважний Посол Республіки Польща в Казахстані та Киргизстані.
6 червня 2006 року помер.